# Freddie Laker

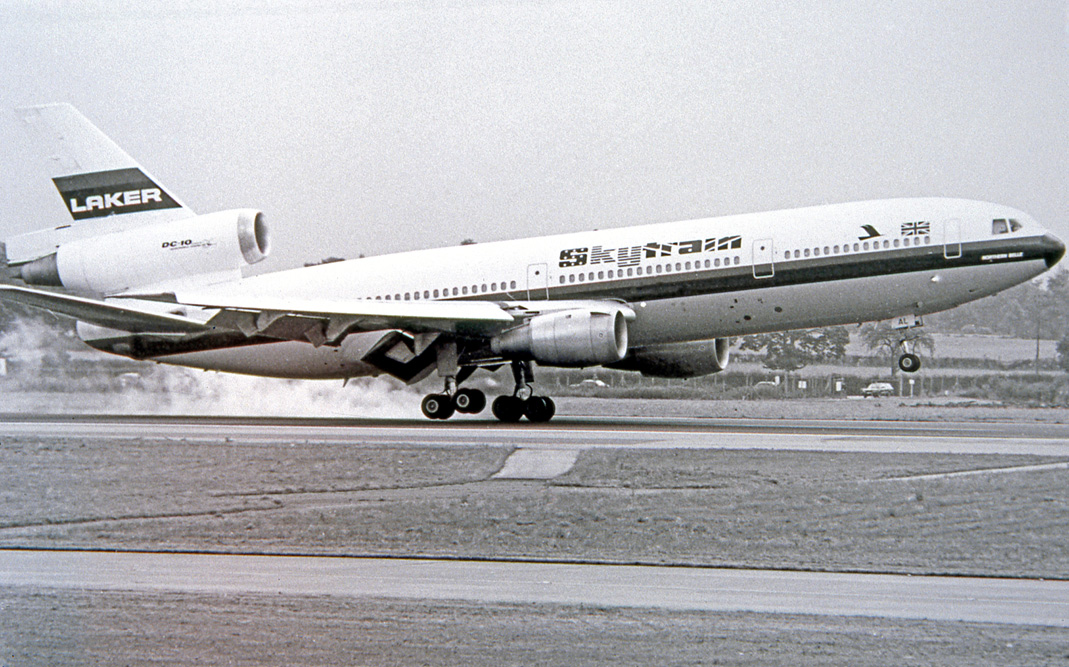
Douglas DC-10-10 G-GFAL van Laker Airways

Sir Frederick Alfred Laker (Canterbury (Verenigd Koninkrijk), 6 augustus 1922 – Hollywood, Verenigde Staten, 9 februari 2006) was een Britse luchtvaartpionier en -ondernemer. Hij stond vooral bekend als de oprichter van Laker Airways in 1966 en dat 1982 failliet werd verklaard.
Laker was een van de eerste luchtvaartondernemers die het 'no frills' luchtvaartbedrijfsmodel omarmde en dat sindsdien wereldwijd zeer succesvol is gebleken. Bekende luchtvaartmaatschappijen die dit bedrijfsmodel toepassen zijn onder andere easyJet, Ryanair en Wizz Air.